# Hypolycaena philippina
Hypolycaena philippina är en fjärilsart som beskrevs av Otto Staudinger 1889. Hypolycaena philippina ingår i släktet Hypolycaena och familjen juvelvingar. Inga underarter finns listade i Catalogue of Life.